# Travian
Travian é um jogo on-line MMO de estratégia desenvolvido pela empresa alemã Travian Games GmbH. O jogo foi premiado pelo site GamesDynamite como melhor WBMMOG de 2006 (categoria > 15 000 jogadores) e tinha mais de 4 milhões de jogadores no mundo em 2008.
Os desenvolvedores do jogo se basearam basicamente na antiguidade clássica, particularmente em três tribos: Romano (Império Romano), Teutão (Germânicos) e Gaulês (como o nome já diz, da Gália), para criar um jogo de estratégia em tempo real predominantemente militar. Já foi sugerido que Travian tenha sido desenhado em cima de um jogo de tabuleiro alemão mais antigo, Descobridores de Catan, para a aparência.

## Jogabilidade
Ao iniciar o jogo, o jogador vira o chefe de uma aldeia, podendo escolher ser de uma das três culturas - Gaulês, Romano ou Teutão. O jogador controla uma região envolta da aldeia da qual os aldeões retiram os recursos, que são madeira, barro, ferro e cereal. O jogador pode escolher pagar para aumentar o nível das regiões, ao custo de uma certa quantidade de recursos, assim produzindo mais destes naquele local.
No centro da região se encontra a aldeia do jogador, que pode ter o nome que o jogador desejar. Na aldeia o jogador pode criar novas construções e evoluir construções existentes, deixando-as mais eficientes. O jogador pode ainda construir uma muralha para se defender de possíveis inimigos.
Travian pode ser jogado em dezenas de idiomas diferentes indo do inglês, espanhol, português e alemão até o chinês. Existem servidores destinados a maioria dos países do mundo. Basta escolher a bandeira do país desejado para mudar de servidor. Atualmente existem servidores em todos os continentes, e até servidores intercontinentais, onde cada jogador deve jogar uma eliminatória nacional para ai sim se qualificar para um servidor internacional que conta com mais de 50 nacionalidades, aumentando assim o nível dos jogadores e a competição.

## Tribos
Existem três tribos diferentes. Ao início e somente ao início do jogo, é possível escolher dentre uma delas: Romanos, Gauleses e Teutões.
Cada tribo tem características únicas, qualidades e defeitos, e há edifícios que podem ser apenas construídos em determinada tribo.

### Romanos
O Império Romano representa a tribo de mais fácil jogabilidade. Graças a um nível social e tecnológico elevado os Romanos são verdadeiros mestres na construção e coordenação e suas tropas fazem parte da elite do Travian.
Seus valores são equilibrados, em ataque como na defesa. Para garantir este equilíbrio, as tropas Romanas necessitam um treino intensivo, caro e lento. A infantaria do Império Romano é uma verdadeira lenda, mas o poder defensivo contra a cavalaria inimiga é mais fraco do que a das outras tribos. Outra facilidade para os Romanos é o único a conseguir fazer três construções ao mesmo tempo, é claro utilizando o Travian Plus porém se não dispõe desta facilidade ainda assim a tribo romana pode efetuar uma construção interna e outra na parte externa da aldeia. Como construção única de sua tribo, os romanos dispõem do Bebedouro de Cavalos, facilidade que é de grande valor para jogadores que conhecem o jogo em um ambiente mais aprofundado e sabem tirar proveito desta facilidade.
Para as pessoas que estão iniciando no travian é uma escolha interessante, pelo fato de ter uma capacidade de crescimento rápida, mesmo que suas tropas sejam caras e necessite ter uma grande estrutura em sua conta. 

### Gauleses
A tribo gaulesa possui uma grande jogabilidade, onde é indicada a todos os iniciantes, pois possuem tropas balanceadas onde pode-se ter uma ótima tropa de defesa de início, outros benefícios para a escolha desta tribo é pelo fato de no início ela não ser alvo de ataques, pois dispõe de esconderijos com uma capacidade dobrada de recursos. Como cada tribo possui uma construção única que lhe fornece benefícios a construção disponível a tribo gaulesa é a Fabrica de Armadilhas que pode ser construída no começo do jogo dando a esta tribo maior poder de defesa.  

### Teutões
Os teutões são a tribo que domina o começo dos servidores em ataques, mas que necessita de bastante tempo do jogador e um certo investimento em moedas de Ouro. As grandes vantagens de tropas dos teutões são os salteadores, a tropa mais barata em recursos do jogo, que possui uma velocidade aceitável e uma força de ataque de média a boa, não sendo comparável aos Imperianos dos Romanos, porém o tempo de treino dos Salteadores é muito rápido. Como complemento para os salteadores, os jogadores ofensivos utilizam os Cavaleiros Teutões, uma cavalaria forte e com uma boa velocidade para fazer ataques surpresas ás tropas inimigas. O grande ponto negativo dos teutões é que suas tropas defensivas são fracas, necessitando assim fazer uma junção com outras tribos para aí sim poder fazer uma frente defensiva forte. Como as demais tribos, os teutões possuem a Cervejaria como seu edifício único, podendo chegar até o nível 10, onde as tropas que estão em combate por o período que varia de server para server ( geralmente é 72 horas) ficam mais ferozes com acréscimo de até 10%. O ponto negativo é que as catapultas deixam de mirar em alvos, e passam a mirar em alvos aleatórios.